# Volodymyr Radtchenko
Volodymyr Ivanovytch Radtchenko (en ukrainien : Володимир Іванович Радченко) est un homme politique et militaire ukrainien né le 23 octobre 1948 à Kiev et mort le 4 janvier 2023.

## Biographie
Volodymyr Radtchenko fut diplômé de l'université de technologie de Kiev comme ingénieur chimiste en 1971 et intégrait le KGB la même année.
Il fut ministre de l'Intérieur de l'Ukraine en 1994 et 1995, directeur du Service de sécurité d'Ukraine de 1995 à 1998 puis de 2001 à 2003, secrétaire du Conseil de défense et de sécurité nationale d'Ukraine de 2003 à 2005.